# Кенан Шимшек
Кенан Шимшек (тур. Kenan Şİmşek; нар. 1 січня 1968, Орду, провінція Орду) — турецький борець вільного стилю, триразовий бронзовий призер чемпіонатів Європи, срібний призер Олімпійських ігор.

## Життєпис
Боротьбою почав займатися з 1984 року в Самсуні.
Виступав за клуб Ankara Büyüksehir Belediyesi. Тренер — Мухаммед Орук.

## Спортивні результати на міжнародних змаганнях

### Виступи на Олімпіадах
| Змагання                    | Збірна    | Вагова категорія          | Місце  |
| --------------------------- | --------- | ------------------------- | ------ |
| Літні Олімпійські ігри 1992 | Туреччина | вільна боротьба, до 90 кг | Срібло |

### Виступи на Чемпіонатах світу
#ЗНАЧ! 

| Змагання                        | Збірна    | Вагова категорія           | Місце |
| ------------------------------- | --------- | -------------------------- | ----- |
| Чемпіонат світу з боротьби 1990 | Туреччина | вільна боротьба, до 90 кг  | 6     |
| Чемпіонат світу з боротьби 1991 | Туреччина | вільна боротьба, до 90 кг  | 6     |
| Чемпіонат світу з боротьби 1994 | Туреччина | вільна боротьба, до 90 кг  | 11    |
| Чемпіонат світу з боротьби 1995 | Туреччина | вільна боротьба, до 100 кг | 14    |

### Виступи на Чемпіонатах Європи
| Змагання                         | Збірна    | Вагова категорія           | Місце  |
| -------------------------------- | --------- | -------------------------- | ------ |
| Чемпіонат Європи з боротьби 1990 | Туреччина | вільна боротьба, до 90 кг  | Бронза |
| Чемпіонат Європи з боротьби 1992 | Туреччина | вільна боротьба, до 90 кг  | Бронза |
| Чемпіонат Європи з боротьби 1993 | Туреччина | вільна боротьба, до 90 кг  | Бронза |
| Чемпіонат Європи з боротьби 1995 | Туреччина | вільна боротьба, до 100 кг | 5      |

### Виступи на інших змаганнях
| Змагання                           | Збірна    | Вагова категорія           | Місце  |
| ---------------------------------- | --------- | -------------------------- | ------ |
| Середземноморські ігри 1991        | Туреччина | вільна боротьба, до 90 кг  | Золото |
| Гран-прі Німеччини з боротьби 1995 | Туреччина | вільна боротьба, до 100 кг | Бронза |

### Виступи на змаганнях молодших вікових груп
| Змагання                                      | Збірна    | Вагова категорія          | Місце |
| --------------------------------------------- | --------- | ------------------------- | ----- |
| Чемпіонат світу з боротьби серед юніорів 1986 | Туреччина | вільна боротьба, до 87 кг | 11    |